# Burton-in-Kendal
Burton-in-Kendal är en by och en civil parish i Cumbria, England. Orten har 1 411 invånare (2001). Den har en kyrka.